# 维什尼亚茨陨击坑
维什尼亚茨陨击坑（Vishniac）是火星南海区一座较大的撞击坑，被称为“巨人足印”，其中心坐标位于南纬76.7度、西经276.1度处，直径80.47公里（50英里）。它最初是在1969年由水手7号观察到，1999年火星全球探勘者号上的火星轨道器相机提供了更详细的照片。该特征取名自在南极洲探险中去世的美国微生物学家沃尔夫·弗拉基米尔·维什尼亚茨（1922年-1973年），1976年被国际天文联合会行星系统命名工作组批准接受。

## 另请查看
- 火星撞击坑